# Nogueirapis
Nogueirapis é um gênero de abelha sem ferrão que é encontrada da América central até a Amazônia. Existem por volta de 500 espécies de abelhas sem ferrão no mundo catalogadas em diversos gêneros diferentes. Muitas espécies ainda não foram descobertas e outras estão passando por revisões para reenquadrá-las como novas espécies ou pertencentes a outros gêneros.
Existem até o momento 4 espécies de Nogueirapis catalogadas, são elas:
| Gênero      | Espécie                 | Nome popular (se tiver) |
| Nogueirapis | Nogueirapis butteli     | Nogueirapis butteli     |
| Nogueirapis | Nogueirapis costaricana | Nogueirapis costaricana |
| Nogueirapis | Nogueirapis minor       | Nogueirapis minor       |
| Nogueirapis | Nogueirapis mirandula   | Nogueirapis mirandula   |